# Jasper County, Iowa
Jasper County är ett administrativt område i delstaten Iowa, USA, med 36 842 invånare. Den administrativa huvudorten (county seat) är Newton.

## Geografi
Enligt United States Census Bureau har countyt en total area på 1 898 km². 1 891 km² av den arean är land och 8 km² är vatten.

### Angränsande countyn
- Marshall County - nord
- Poweshiek County - öst
- Mahaska County - sydost
- Marion County - syd
- Polk County - väst
- Story County - nordväst